# Distrito fitogeográfico altoandino cuyano

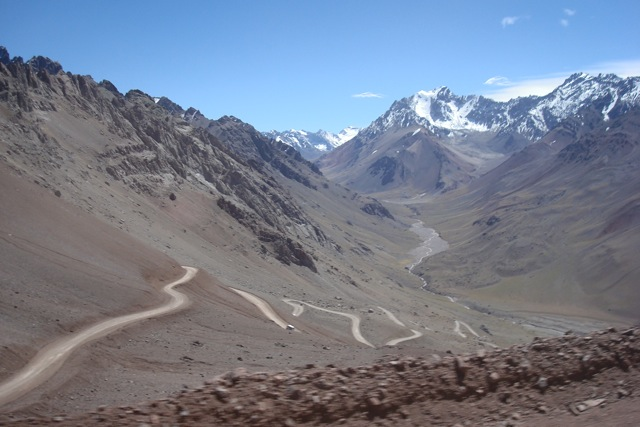
Paso del Cristo Redentor, Distrito fitogeográfico Altoandino Cuyano.

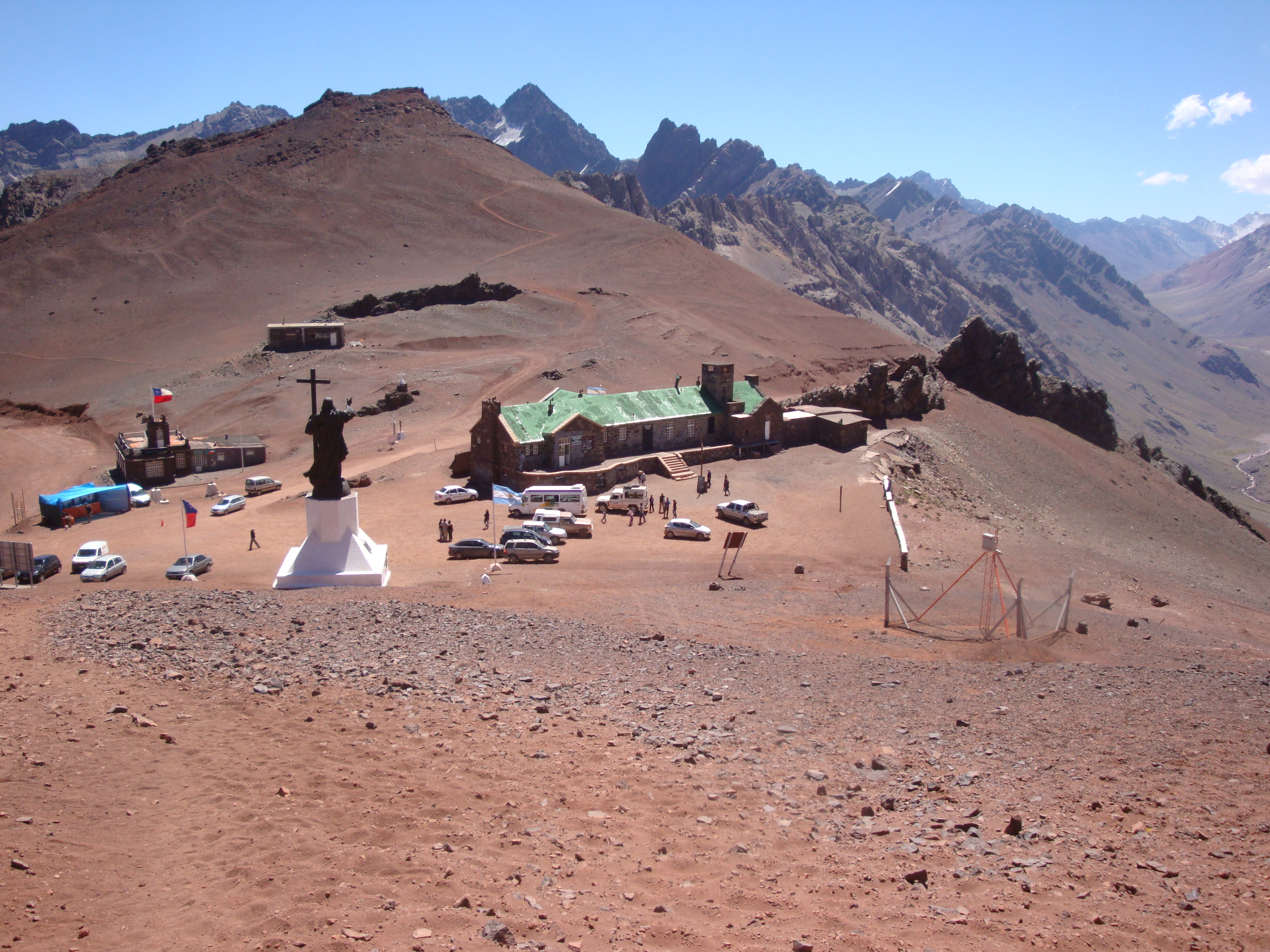
Laderas junto al Monumento Cristo Redentor de los Andes, Distrito fitogeográfico Altoandino Cuyano.

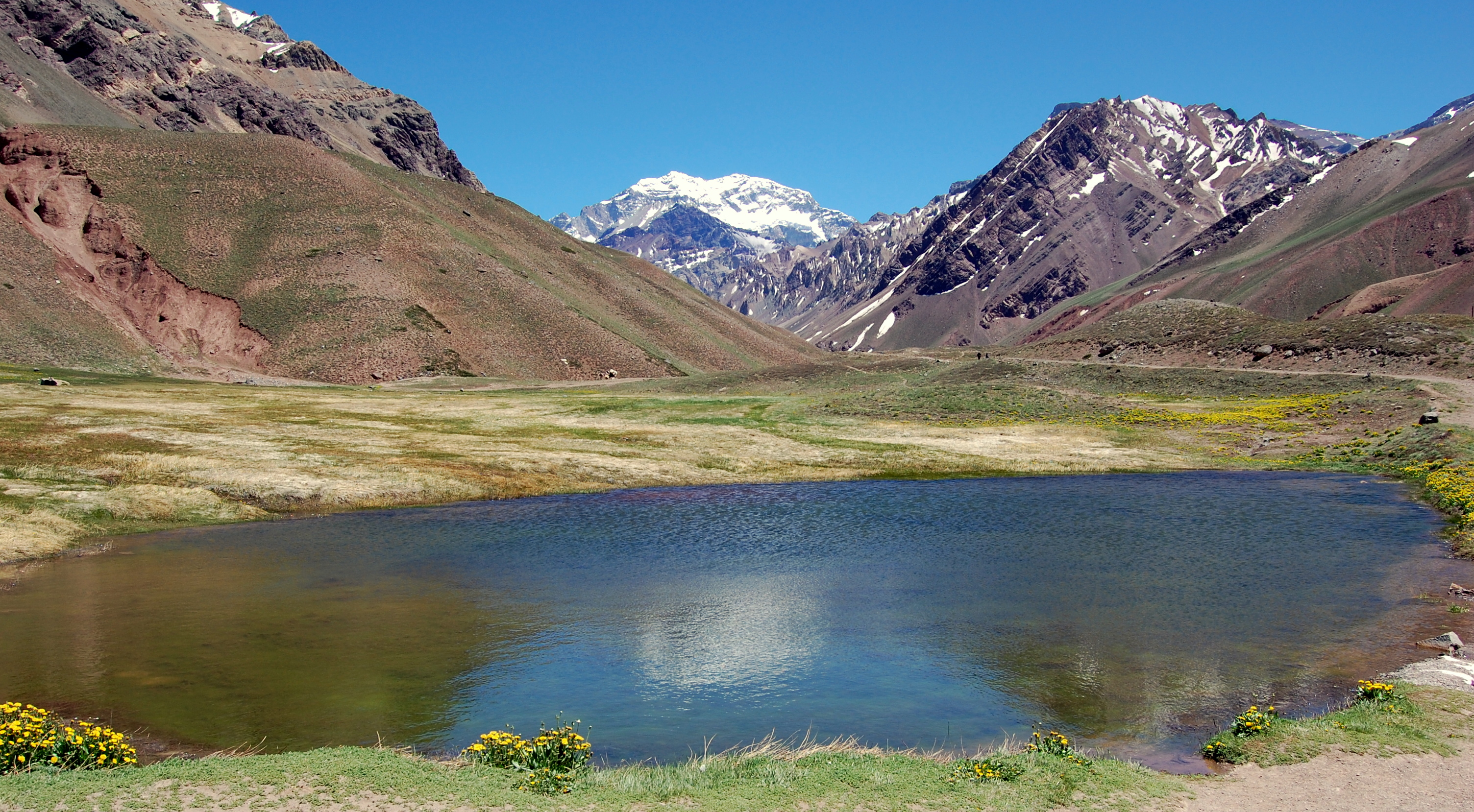
Aconcagua, Provincia fitogeográfica Altoandina, Distrito fitogeográfico Altoandino Cuyano.

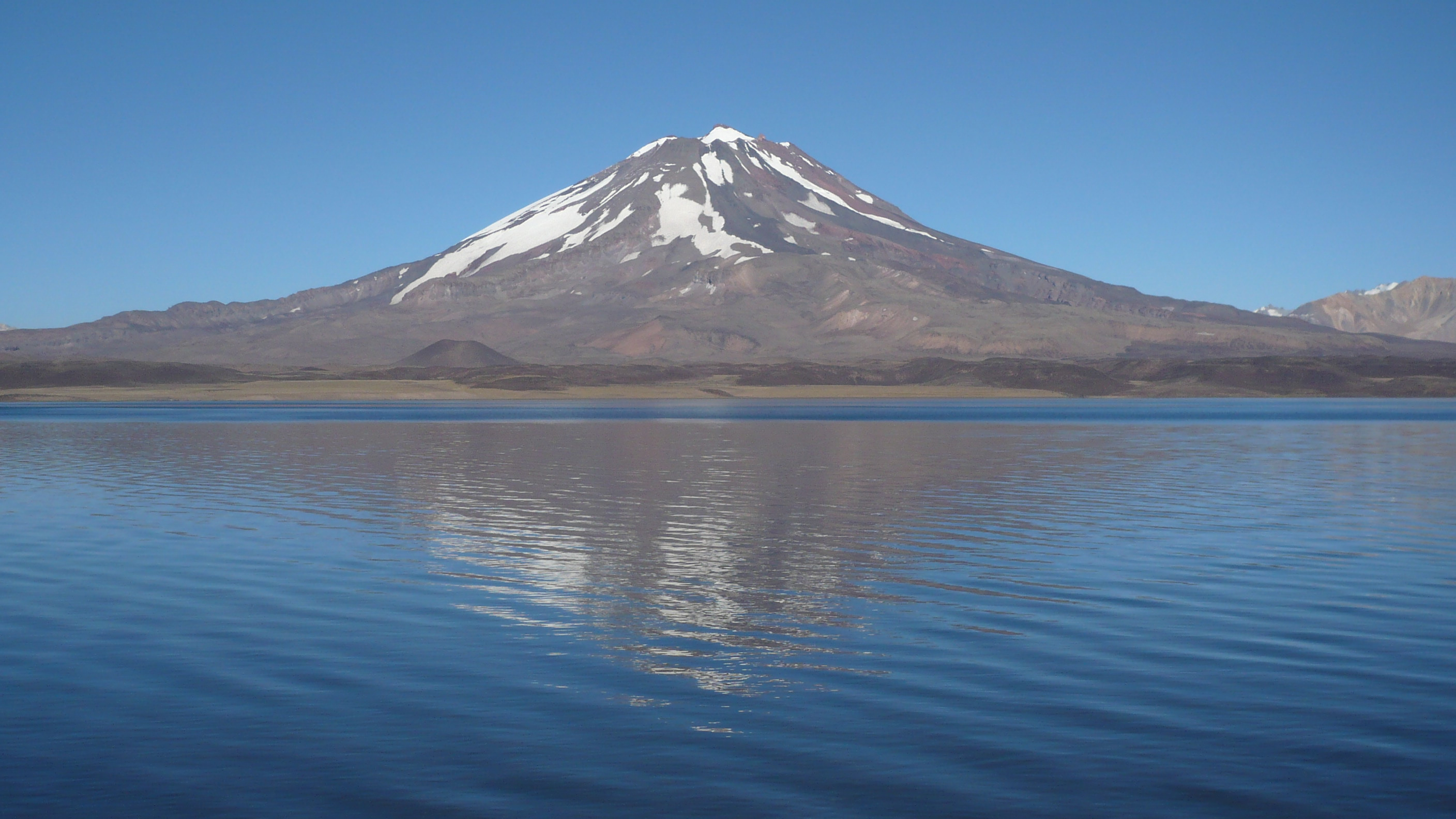
Laguna del Diamante y volcán Maipo.

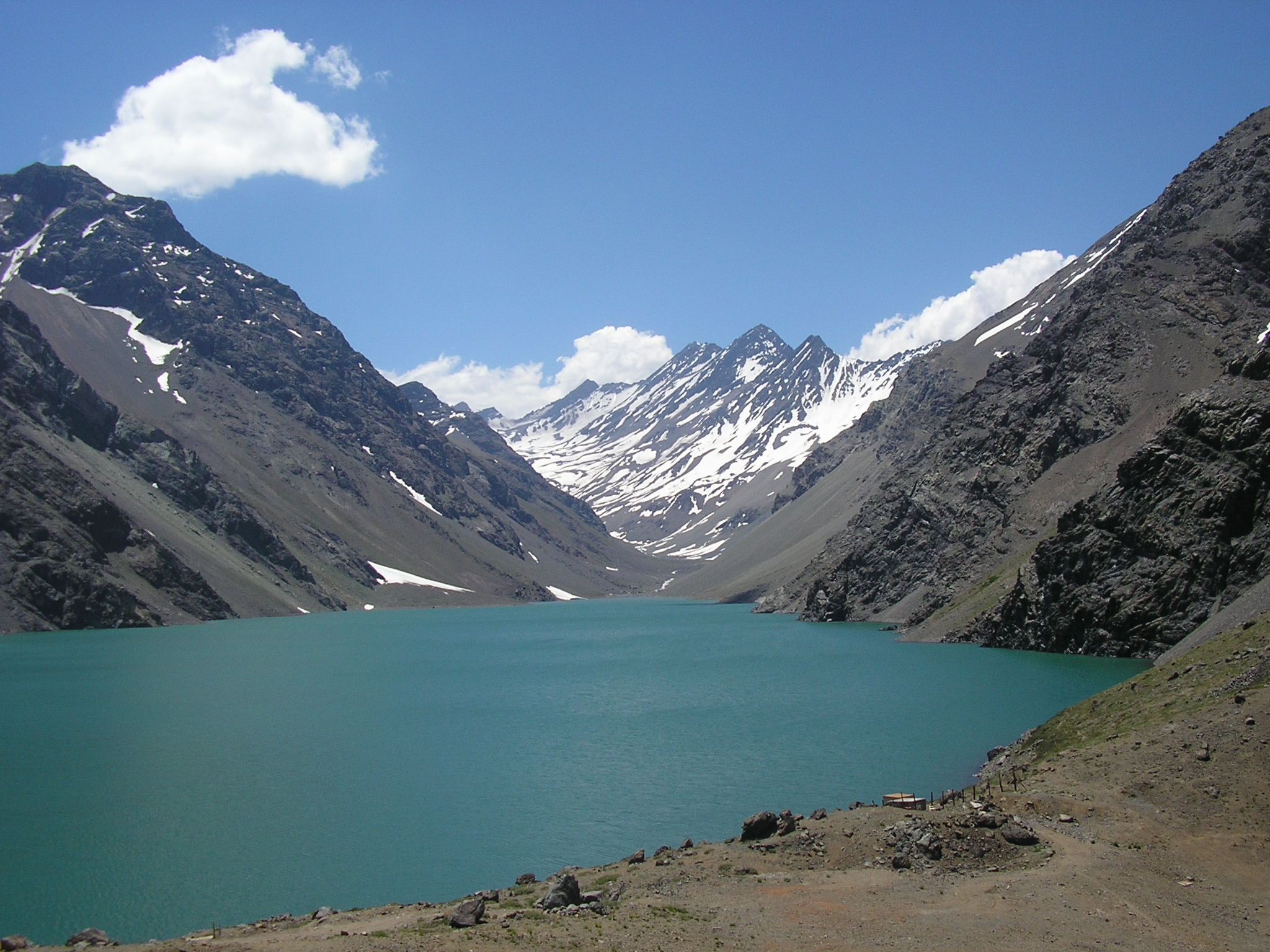
Laguna del Inca, Portillo, Chile.

El Distrito fitogeográfico Altoandino Cuyano es uno de los Distritos fitogeográficos en que se divide la Provincia fitogeográfica Altoandina. Se encuentra en las altas cumbres de la Cordillera de los Andes y cordilleras cercanas en el sector occidental del Cono Sur de América del Sur. Incluye formaciones de estepas graminosas en valles, reemplazados por arbustales en las laderas rocosas.

## Sinonimia
También llamado: Distrito Altoandino Central.

## Distribución
Según la clasificación de Ángel Lulio Cabrera, este Distrito fitogeográfico se encuentra en las altas cumbres de la Cordillera de los Andes y topes de las cordilleras cercanas en el sector centro-occidental del Cono Sur de América del Sur, desde el centro-este de Chile hasta las montañas de la región de Cuyo del oeste de la Argentina, en el oeste de las provincias de: San Juan y Mendoza, así como en el noroeste de Neuquén, ya en el extremo noroeste de la Patagonia Argentina.
La altitud va desde los 2200 hasta los 4500 m s. n. m., dependiendo de la latitud, precipitación anual, orientación de las laderas, etc.

## Afinidades florísticas
Este Distrito fitogeográfico guarda estrecha relación con el Distrito fitogeográfico Altoandino Quechua y con la Provincia fitogeográfica Puneña. 

## Características
Este Distrito fitogeográfico se caracteriza por presentar estepas graminosas sólo en los tramos rellenados de las faldas, y en las suaves lomas del fondo de los valles. En las laderas dominan los arbustales achaparrados. En los topes montañosos encontramos vegetales pulvinados, junto con especies carnosas adaptadas a la nieve o a los inestables rodados.

## Suelos
Los suelos son muy pobres, con abundante presencia de rocas y escombros, en especial en las laderas, las que son muy susceptibles a la erosión. 

## Relieve
El relieve es fuertemente accidentado, con altos cordones montañosos de rocas esquistosas, orientadas de norte a sur, con sus cumbres nevadas en las grandes alturas. 

## Clima
El clima es más húmedo que en el Distrito fitogeográfico Altoandino Quechua, con nieve persistiendo casi todo el invierno. 
Es una región de clima de alta montaña, de humedad relativa baja, de baja presión atmosférica por lo tanto con una menor difusión de oxígeno en el aire, el cual siempre es seco y frío.
La nieve o el granizo pueden presentarse en cualquier época del año, aunque es más frecuente en el invierno, aumentando ello con la latitud, al igual que los acumulados.
Las precipitaciones van desde muy escasas en el sector norte con alrededor de 50 mm, hasta adecuadas hacia el sur, con 900 mm anuales. 
La temperatura media anual suele ser de alrededor de los 7 °C a 2700 m s. n. m., disminuyendo hasta -1,6 °C a más de 3800 m s. n. m., con mínimas absolutas de -25 °C, y aún más frías.
Los tipos climáticos más característicos son, de norte a sur: Desierto de Tierra fría, y Patagónico semiárido.

## Especies principales
La flora de este distrito puede separarse en varias comunidades.
Las estepas graminosas se presentan en los tramos rellenados de las faldas, y en las suaves lomas del fondo de los valles; están dominadas por: Stipa speciosa, Stipa chrysophylla, Stipa tenuissima, Stipa vaginata, Stipa scirpea', Poa holciformis, Poa lingularis, varias Festuca, Opuntia hickenii, etc.
En las laderas rocosas dominan los arbustales rastreros o achaparrados, junto a gramíneas y otras herbáceas. Destacan: Hordeum comosum, Cajophora coronata, Adesmia trijuga, Deschampsia cordillerarum, Poa chilensis, Melica andina, Stipa speciosa, Calandrinia sericea, Senecio lorentziella, Senecio looseri, Senecio hickerii, Senecio gilliesii, Perezia carthamoides, Doniophyton anomalum, Haplopappus cuneifolius, Phacelia magellanica, etc.
En las cimas o topes montañosos encontramos vegetales pulvinados, junto con especies carnosas adaptadas a la nieve y a los inestables rodados afectados por la frecuente sismicidad. Entre ellas se encuentran: Aster andicola, Chaetanthera acerosa, Adesmia hemisphaerica, Adesmia subterranea, Adesmia horrida, Nassauvia oligocephala, Chaetanthera pentacaenoides, Leuceria scrobiculata, Kurzamra pulchella, Hexaptera cuneata, Astragalus arnotianus, Chaetanthera spathulifolia, Barneoudia major, Discaria prostrata, Calandrinia rupestris, Calandrinia picta, Calandrinia gayana, Oxalis bryoides, Verbena uniflora, Barneoudia chilensis, Viola montagnei, Nassauvia lagascae, Nassauvia cumingii, etc. 
Las orillas de los arroyos presentan prados o vegas, llamadas localmente bofedales, muy ricos en especies vegetales, destacando: Taraxacum gilliesii, Polypogon interruptus, Oxychloe clandestina,Agrostis glabra, Carex incurva, Calamagrostis eminens, Rockhausenia pygmaea, Hypsela oligophylla, Andesia bisexualis, Calceolaria, Deschampsia, etc.